# 普爾塔龍屬
普爾塔龍屬為蜥腳下目泰坦巨龍類恐龍的一屬，生存在白堊紀晚期的阿根廷巴塔哥尼亞。模式種是瑞氏普爾塔龍（P. reuili）是在2005年由古生物學家費爾南多·諾瓦斯所敘述、命名，屬名與種名是分別以發現化石的普爾塔（Pablo Puerta）與瑞宜（Santiago Reuil）為名，他們在2001年1月共同發現普爾塔龍的化石。普爾塔龍的化石只有數節脊椎。

## 敘述

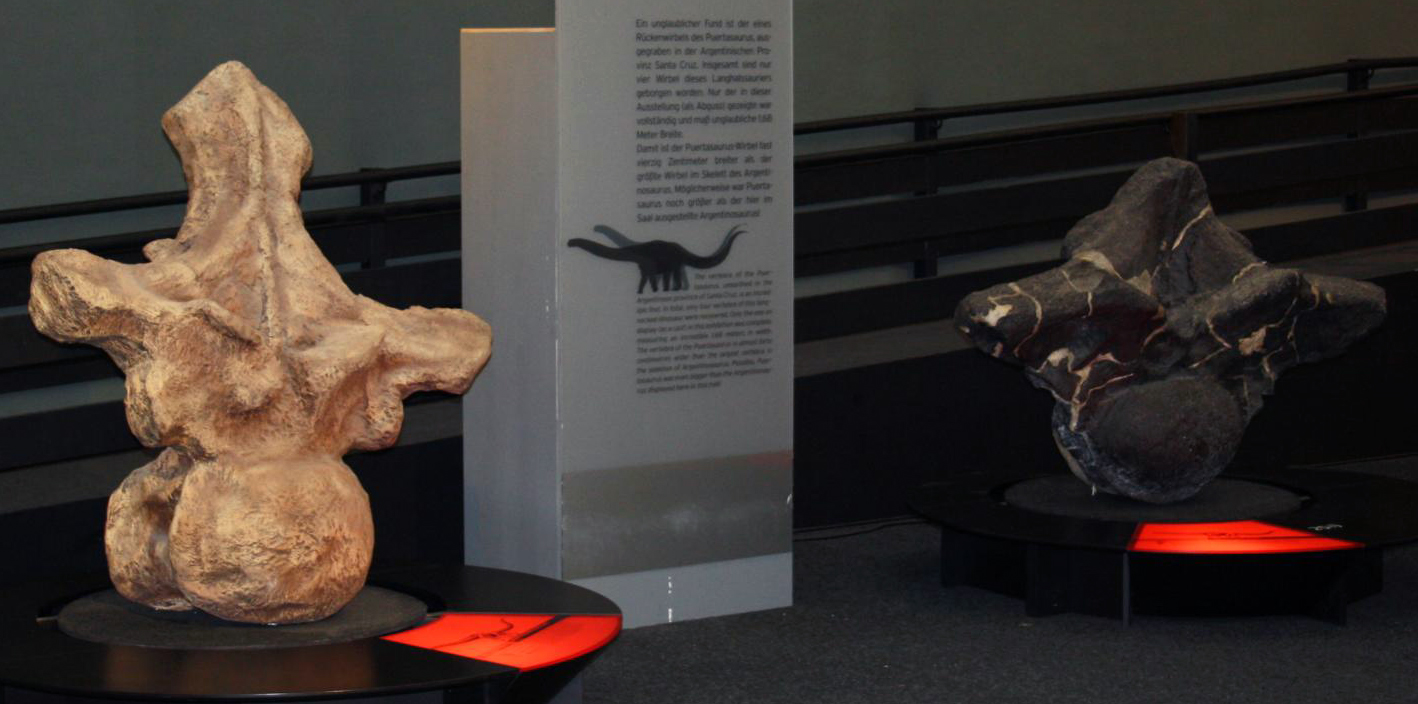
阿根廷龍與普爾塔龍的背椎

普爾塔龍的正模標本（編號MPM 10002）包含一節頸椎、一節背椎、以及兩節尾椎，而牠們的背椎長度為1.06公尺，寬度為1.68公尺。這是目前已知最寬的蜥腳類脊椎骨，寬度有2/3是兩側的橫關節突（Diapophyses，連接至肋骨）。椎體、神經棘、橫關節突的外形融合在一起，形成鏟狀脊椎骨。大部分蜥腳類恐龍的脊椎骨，椎體、神經棘、橫關節突的外形有明顯區隔，形成十字架狀脊椎，例如阿根廷龍。脊椎的橫關節突巨大，顯示牠們有巨大的肋骨，普爾塔龍的身體寬8公尺 （页面存档备份，存于）。如果屬實，普爾塔龍可能將是體型最寬的恐龍，也可能是體重最重的恐龍。
根據唯一的頸椎，可知普爾塔龍具有長頸部，頸肋寬厚、神經棘短；而牠們的近親富塔隆柯龍也有長頸部，但神經棘相當長。根據普爾塔龍的短神經棘，可知牠們的頸部可作出大範圍的垂直運動、可作出靈活動作，因此牠們可以把頸部高舉，而不需要移動身體姿勢，因此普爾塔龍能以高植被為食。但是，頸部的橫向運動則較不靈活。根據頸椎的寬度，顯示普爾塔龍可能有較寬的頭部，當牠們進食時，較寬嘴部可以咬下更多樹葉，彌補頸部側向運動不便的不足。目前在恐龍裡，只有普爾塔龍有這種高度特化的寬頸部。

## 體型
古生物學家奧尼拉斯·諾瓦斯推測普爾塔龍長達35至40公尺（115呎至131呎），重約95至110噸。如果這個推論正確的話，普爾塔龍將會是最大的恐龍之一，與阿根廷龍相當。普爾塔龍的發現也延長了巨型蜥腳類恐龍的生存時期；牠們生存於白堊紀末期的巴塔哥尼亞，約7000萬年前的早馬斯垂克階。普爾塔龍屬於泰坦巨龍類演化支。

## 演化關係
普爾塔龍屬於蜥腳下目的泰坦巨龍類演化支。根據已知的脊椎形狀，可知普爾塔龍是隆柯龍類的近親。隆柯龍類是泰坦巨龍類內部的一個演化支，包含體型巨大的富塔隆柯龍、體型較小的門多薩龍，隆柯龍類的頸部有翼狀橫關節突，顯示牠們有寬頸椎、寬頸部。如果普爾塔龍屬於隆柯龍類，將會是體型最大、生存年代最晚的隆柯龍類。根據過去的已知化石，隆柯龍類生存於土侖階到康尼亞克階，而普爾塔龍生存於白堊紀最晚期的馬斯垂克階。在馬斯垂克階，薩爾塔龍成為最常見的泰坦巨龍類。

## 外部連結
- http://dml.cmnh.org/2006Jan/msg00342.html （页面存档备份，存于）
- http://news.nationalgeographic.com/news/2006/07/060728-giant-dinosaur_2.html （页面存档备份，存于）
- http://news.nationalgeographic.com/news/bigphotos/87644582.html （页面存档备份，存于）
- http://www.hmnh.org/archives/2006/08/05/sizing-up-the-super-sauropods （页面存档备份，存于）